# Suba
Suba är ett av Kenyas 71 administrativa distrikt, och ligger i provinsen Nyanzaprovinsen. År 1999 hade distriktet 155 666 invånare. Huvudorten är Mbita Point.